# Lomas Athletic Club (rugby a 15)

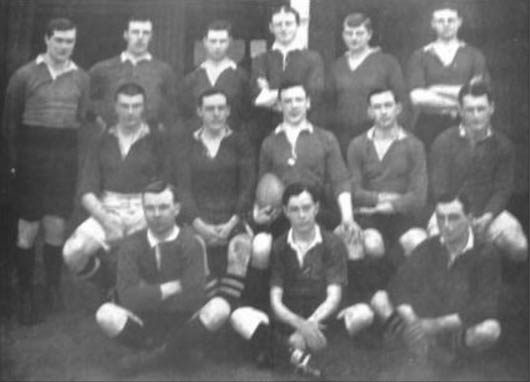
Rugby squadra nel 1913.

Il Lomas Athletic Club è una società di rugby a 15 argentina di Lomas de Zamora, sezione dell'omonima polisportiva, fondata il 15 marzo 1891.

## Palmarès
- Torneo de la URBA (2):

1899, 1913